# 3C 303
3C 303은 퀘이사이자 세이퍼트 은하인 은하로 타원 은하에 속한다.

## 중심 블랙홀
3C 303은 타원 은하에 속하며 빛의 밝기가 매우 밝은 은하 중에 하나 이다. 이 은하는 우주에서 제일 특이한 특징이 하나 있는데 은하수의 중심에 있는 블랙홀에서 무려 10 해 볼트라는 매우 강력한 전류를 발산하는 번개가 나온다. 이는 우주에서 매우 강력한 전기로서 지구의 번개보다 1조 배나 강력한 번개이다. 이런 특징이 있기 때문에 3C 303은 우주의 괴물 중에 하나라고 불리며 그런 막강한 번개로 인해 우주에서 밝기가 매우 밝은 은하이다. 또한 은하가 불규칙한 모습을 보이기 때문에 참고로, 3C 303은 불규칙 은하에도 속한다.

## 같이 보기
- 천문학
- 은하수
- 번개
- 블랙홀
- 우주